# Lijst van Philips-vestigingen
Hieronder volgt een lijst van alle plaatsen waar Philips ooit actief is geweest. Indien bekend, is er ook het jaar van stichting en het jaar van sluiting bij vermeld, alsmede de producten die er vervaardigd werden.
Een lijst van Philipsvestigingen is beschikbaar van België, maar niet van de overige Europese landen. Philips heeft of had vestigingen in vele Europese landen en ook buiten Europa.
In 2007 waren er fabrieken in Duitsland, Finland, Frankrijk, Hongarije, Oostenrijk, Polen, en het Verenigd Koninkrijk.

## Nederland

### Eindhoven

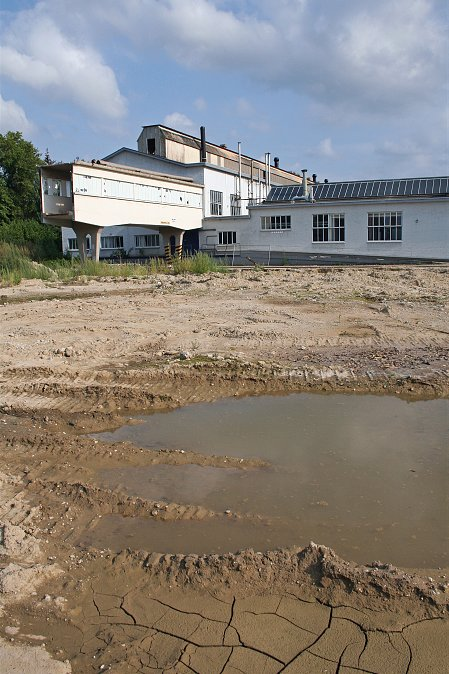
Strijp-R

- Terreinen (binnen Philips "complexen" genoemd):
  - Complex A (Acht), expeditie, geopend in 1958 als Philips export groepagecentrum. Anno 2020 is het een vooral op logistiek gericht bedrijventerrein; machinefabriek geopend in 1965, deze had ongeveer 1000 medewerkers omstreeks 1975. In 2006 overgenomen door VDL Groep.
  - Complex B (Beatrixkanaal), onder meer ontwikkelingslaboratoria voor componenten (ELCOMA) en Servicecentrum Hurksestraat
  - Complex E (Emmasingel), hoofdkantoor en licht. De Lichtdivisie had er een kenniscentrum, dat later is overgeplaatst naar de High Tech Campus Eindhoven. Het oude deel is omgebouwd tot bibliotheek, academie voor industriële vormgeving en dergelijke. In het voormalig hoofdkantoor (nu: De Admirant) bevinden zich appartementen. Het voormalig Philipsfabriekje is onderdeel van een museum.
  - Complex G (Gagelstraat), onder meer de personeelswinkel
  - Complex S (Strijp-S), vroeger glasfabricage; productie van radio- en televisieapparaten later onder meer proeffabriek voor televisietoestellen en ontwikkelingslaboratoria voor consumentenelektronica; het voormalige complex van het Natuurkundig Laboratorium; fabricage van Philite; productie en ontwikkeling van röntgenapparatuur; ontwikkeling en productie van professionele elektroakoestische apparatuur. Glasfabriek 1916, gebouwd na stagnatie in glasleverantie voor onder meer gloeilampen ten gevolge van de Eerste Wereldoorlog. Gefaseerd verlaten door Philips. Monumentale gebouwen gespaard en deels ingericht als woonruimte, ontspanning, creatieve designbedrijfjes.
  - Complex T (Strijp T, De Beuk), onder meer golfkartonfabriek, glasontwikkelingscentrum (laboratoria en proeffabriek), machinefabriek, kabelfabriek, warmtekrachtcentrale, gesloten of overgenomen door derden.
  - Complex R (Strijp R), vroeger glasfabriek voor beeldbuizen; keramiekfabriek, glasfabriek (machinale ballonfabricage voor gloeilampen e.d.); beeldbuis fabricage en buizenlaboratorium. Op enkele beeldbepalende elementen na, zoals raccordement, grote garagedeur en portiersloge, geheel gesloopt.
  - Complex V (Vredeoord), hoofdkantoor van het concern, hoofd/verkoopkantoor Philips Nederland (Boschdijk), rekencentrum, grotendeels gesloopt voor woningbouw, 2012. Het gebouw van Philips Nederland (het hangende kantoor) is een rijksmonument. Het gebouw aan de Groenewoudseweg is nog steeds in gebruik.
  - Complex W (Waalre), Philips Natuurkundig Laboratorium, later Philips Research, onderdeel van de High Tech Campus Eindhoven. Dit lag oorspronkelijk in de gemeente Waalre, maar is later bij Eindhoven gekomen. Het complex is niet meer in eigendom van Philips.
- Diverse andere vestigingen in Eindhoven, zoals:
  - Philips Bedrijfsschool (later ROC, thans appartementen en horeca)
  - Hoofdkantoor van de eigen beveiligingsdienst aan de Heesakkerstraat (gebouw OAG), gesloopt
  - Kazerne van de eigen bedrijfsbrandweer, eveneens aan de Heesakkerstraat, gesloopt
  - Philips Ontspannings Centrum (POC), (1929), gesloopt 1994.
  - Evoluon (technische tentoonstelling, in gebruik als congres- en vergadercentrum, geopend in 1966, gesloten in 1989, verkocht in 2018.
  - Mirec (recyclageactiviteiten van Philips, ontstaan uit de Philips Veiling, sinds 1996 verzelfstandigd, na diverse eigenaren sinds 2020 onderdeel van TSR)
  - Vestigingen op de Willemstraat, zoals het Philips Gezondheidscentrum, personeelszaken en de Philips Mensa. Gesloopt.
  - De Philips automatiseringsafdeling, later verkocht aan BSO;
  - Het Philips architecten- en ingenieursbureau (AIB), later verkocht aan DHV;[1]
  - Philips drukkerij.

### Elders in Noord-Brabant
Buiten Eindhoven heeft Philips vele vestigingen gehad, waar in totaal ooit vele tienduizenden mensen hebben gewerkt. Een groot aantal hiervan is gesloten of verzelfstandigd.
- Best: Philips Medical Systems (later onderdeel van: Philips Healthcare), zoals MRI- en Röntgenscanners, en beeldverwerkende systemen, gestart in 1972, had in 1975 omstreeks 325 medewerkers en is sindsdien sterk gegroeid.
- Breda: Elektroacoustiek (ELA), had in 1975 omstreeks 1000 werknemers. Het bedrijf kwam in 2001 in handen van Thomson en heet nu: GrassValley Nederland, zie Philips (Breda).
- Deurne: Fabriek van Philips Lighting, gestart in 1962, had in 1975 omstreeks 300 medewerkers. Gesloten in begin 2008.
- Geldrop: Cyclotronfabriek, onderdeel van het Natuurkundig Laboratorium, opgeheven; een metaaldraadfabriek voor de HIG Licht, opgericht 1943, had in 1975 omstreeks 250 medewerkers.
- Helmond: Defensieapparatuur zoals nachtkijkers (Philips-USFA), later overgenomen door Hollandse Signaalapparaten, in 1976 opgeheven.
- Maarheeze: Van oorsprong een fabriek voor verlichtingscomponenten, zoals fluorescentiepoeders voor tl- en spaarlampen, metaal, preparaten en lampvoet kit. De afgelopen 10 jaar zijn diverse afdelingen reeds gesloten. Anno 2020, onder de naam Signify, worden nog fluorescentiepoeders vervaardigd voor de steeds verder krimpende vervangingsmarkt voor TL-buizen. Een nieuwe activiteit is het vervaardigen van lampenkappen en armaturen met behulp van 3D-printing
- Nuenen: een kleine vestiging van Licht, waar 22 mensen werkten, opgeheven.
- Oosterhout: Gestart in 1951 door Volt als spoelenfabriek. In 1968 magneetbandenfabriek van Hoofdindustriegroep ELA (Electro Acoustiek). Daarna magneetbandenfabriek van PDM (Philips Dupont Magnetics), een samenwerking tussen Philips en Du Pont de Nemours. Gesloten in 1993.
- Oss: Zie Philips Oss: verlichtingsarmaturen, gestart in 1930, ooit 1500 arbeidsplaatsen, in 2006 verdween productie, slechts een competentiecentrum bleef over. Sluiting is aangekondigd voor eind 2009. Nu compleet gesloopt 2012.
- Roosendaal: Gestart in 1946. Glas (100 werknemers in 1975) en tl-buizen (1400 werknemers in 1975),gesloten 2016. Thans compleet gesloopt.
- Tilburg: Componenten (Volt), onder andere spoelen voor beeldbuizen (Wire Wound Components), gestart in 1909, gesloten in 2002.
- Schijndel: Hoofdindustriegroep RGT (Radio, Grammofoon en Televisie), opgericht in 1953 met 41 werknemers in 1975.
- Uden: componenten voor verlichting, daarvoor ook Philite en keramische materialen (Elcoma), opgericht in 1953, 560 werknemers in 1975, 250 in 2011 en 150 in 2016. In 2016 overgenomen door het Amerikaanse CoorsTek. Specialiteit zijn keramische verlichtingsmaterialen, waaronder doorschijnende keramiek. Later ook keramische koffiebonenvermalers en keramische buizenfilters.
- Valkenswaard: Componenten, Hoofdindustriegroepen Elcoma (opgericht in 1949; 360 werknemers in 1975) en RGT (57 werknemers), alsmede een Treksteenfabriek (165 werknemers in 1975)
- Veldhoven: Magazijnen, Elcoma (217 werknemers in 1975), montage van gehoorapparaten (160 werknemers in 1975)

### Limburg
- Bunde: elektronenbuizen, een atelier.
- Blerick: Draad en kabels (Pope), 2200 werknemers in 1975. Pope heeft ooit Philips proberen over te nemen.
- Eijsden: elektronenbuizen, een atelier.
- Heer: Opgericht in 1961, montage van elektronenbuizen, 460 werknemers in 1975
- Heerlen: Gestart in 1951. Tegenwoordig led-beeldschermen, vroeger montage van elektronenbuizen, 1450 werknemers in 1975. Later werden buizen voor Philips Medical Systems vervaardigd. In 2009 werkten er nog 100 mensen. Het werd uiteindelijk 1 april 2009 ondergebracht in Argus Healthcare, deel van Medische Systemen; produceerde beeldversterkers. Gesloten in 2019.
- Helden-Panningen: Elektronische componenten (Elcoma), 150 medewerkers in 1975, dochter van Pope
- Kerkrade: Machinefabriekje Gestart in 1947 gesloten in 1950
- Margraten: elektronenbuizen
- Roermond: Gestart in 1946 in een voormalige textielfabriek. Men produceerde fietsdynamo's en kleine apparaten, en later componenten zoals weerstanden en condensatoren, 950 werknemers in 1975. Radio- en televisiekasten met 400 medewerkers in 1975. Begin 20e eeuw kwam het in handen van een Taiwanees bedrijf, waarna de productie in Roermond werd stopgezet. Na sanering was het terrein in 2018 beschikbaar voor woningbouw. Enige tijd was  ook Philips Medical Systems in Roermond gevestigd (niet meer in 2017).
- Sittard: Onderdelen voor beeldbuizen en monitoren en displays, opgericht in 1946, er werden ooit ook halfgeleiders vervaardigd, 2150 werknemers in 1975, daarna snel aflopend. Verzelfstandigd tot LPD (LG.Philips Displays), maar de vraag naar onderdelen voor beeldbuizen stortte in en in mei 2009 ging het bedrijf, waar toen nog 65 mensen werkten, failliet, waarmee de laatste Philipsvestiging in Nederlands-Limburg verdwijnt. Tegenwoordig heeft Keytec, een spin-off van Philips components, een fabriek op een gedeelte van het voormalige Philips-terrein; ook gebruikt Boels Rental een gedeelte als opslag.
- Weert: Gloeilampen, opgericht in 1961, er werkten in 1975 ongeveer 800 mensen, gesloten in 2007.

### Groningen, Friesland, Drenthe
- Drachten: Kleine huishoudelijke apparaten en scheerapparaten, vanaf 1952, in 1975 ongeveer 2500 werknemers. In 2008 ongeveer 1500 werknemers, waaronder 600 ingenieurs. Het betreft een productielijn voor scheerapparaten en een onderzoeks- en productontwikkelingsafdeling voor het gehele productengamma van Consumer Lifestyle.
- Emmen: Overgenomen vestiging voor verlichtingsarmaturen (Indal).
- Groningen: Kleine huishoudelijke apparaten, van 1960 tot 2001, 800 werknemers in 1975. Het kantoor verhuisde einde 2001 naar Amersfoort. In 2006 Amersfoort gesloten en de activiteiten zijn verplaatst naar de IJ-toren in Amsterdam
- Hoogeveen: Huishoudelijke apparaten, van 1956 tot 2005, 550 werknemers in 1975, gesloten in 2008, activiteiten over naar Drachten
- Klazienaveen: Opgericht in 1947, maar in de jaren zeventig van de 20e eeuw al gesloten.
- Leeuwarden: Metaalwaren onder meer voor Telecommunicatie, in de jaren 90 overgegaan naar TPME
- Sneek: Van der Heem: Erres radio- en televisietoestellen, van 1961 tot 1967, 250 medewerkers
- Stadskanaal: Beeldbuizen en Halfgeleiders, van 1956 tot 2006, 2380 werknemers in 1975
- Winschoten: Beeldbuizen van 1972 tot 2004, 190 werknemers in 1975. Nu kristalglas en speciaal glas, onderdeel van Philips Lighting, verkocht in 2016 aan QSIL.

### Overijssel, Gelderland
- Almelo: Producten voor Industriële Toepassingen (PIT), gestart 1961. Deze producten, onder meer wetenschappelijke apparaten, werden voordien in Eindhoven gemaakt. Er werkten ongeveer 675 mensen. Verkocht aan PANalytical. Ook was er een machinefabriek, gestart in 1946, waar in 1975 ongeveer 530 mensen werkten. In 2006 overgenomen door VDL Groep.
- Apeldoorn: Mainframe- en minicomputers, onder de naam Philips Computer Industrie (PCI), 1963-2003, maximaal 2500 werknemers.
- Culemborg: Spoorweg Sein Industrie, opgeheven in 1967.
- Doetinchem: Componenten, zoals keramische condensatoren en kwartskristallen. In 1975 ongeveer 350 werknemers. Nu gesloopt.
- Ede: Philips Vitalhealth Medische software. In december 2017 aangekocht door Philips.
- Enschede: Producten voor Industriële Toepassingen, 250 werknemers in 1975
- Haalderen: Elektronenbuizen
- Hengelo: Oorspronkelijk opgericht in 1922 als NV Hazemeyer's Fabriek van Signaalapparaten. Later genationaliseerd als Hollandse Signaalapparaten. Onderdeel van Philips van (1956-1990). Overgenomen door Thomson-CSF.
- Lent: Elcoma: Grondstoffen voor halfgeleiders, opgericht in 1937 als Thermion, overgenomen door Philips in 1957, 150 werknemers in 1975, gesloten in 1984.
- Nijmegen: Halfgeleiders, begonnen in 1953. De fabriek, met zijn grote stofarme ruimte, heeft de bijnaam: 'De kathedraal'. Omstreeks 1975 werkten er 2000 mensen. In 2006 is ze verzelfstandigd onder de naam NXP Semiconductors. Ook te Nijmegen: De Splendor gloeilampenfabriek, in 1991 opgeheven
- Olst: N.V. Roxane, geneesmiddelenfabriek, in 1942 overgenomen en later opgenomen in Philips-Duphar. In 1980 overgenomen door Solvay
- Staphorst: Elcoma, elektrolytische condensatoren, opgericht in 1960, ongeveer 130 werknemers in 1975, gesloten omstreeks 1980, de productie werd overgebracht naar Zwolle.
- Uddel: Locatie van Philips Vitalhealth (zie Ede).
- Winterswijk: Verlichtingsarmaturen. In 2012 werkten er nog 213 mensen waarvan er 68 werden ontslagen toen een deel van de productie naar Polen werd verplaatst. In 2017 werden nogmaals 95 van de toen 180 banen geschrapt, waarbij een deel van de productie naar Hongarije werd verplaatst en de onderzoeksafdeling naar Polen. In 2021 werd bekendgemaakt dat de vestiging ging sluiten. De productie wordt overgebracht naar Piła en Boedapest. 94 banen zullen daarbij verloren gaan.
- Zwolle: Elcoma, diverse componenten (o.a. condensatoren), opgericht in 1946, ongeveer 820 werknemers in 1975; Machinefabriek met ongeveer 250 werknemers in 1975. Overgenomen in 1998 door BCcomponents en in 2004 door Vishay, waarna de naam gewijzigd is in Vishay BCcomponents. Ongeveer 70 werknemers in 2011.In 2016 werden alle productieafdelingen gestopt en overgebracht naar China.

### Zeeland
- Arnemuiden: Verwerking van mosselen voor de cholesterolproductie van Philips-Duphar. In dit bedrijfspand wordt  van 1949 tot 1963 de productie van isolatieglas voor lampvoeten (gloeilampen) gevestigd, bestemd voor de Vitrite te Middelburg. In 1963 wordt er de afdeling gevestigd voor de vervaardiging van isolatieplaatjes voor lampvoeten voor TL buizen.
- Middelburg: In de Vitrite fabriek, opgericht in 1893, werden/worden lampvoeten geproduceerd voor allerlei soorten lampen. In 1994, het recordjaar, 3.180.000.000 stuks. In 1921 wordt door Anton Philips 50% van de uitstaande aandelen verworven en krijgt Philips een plaats in de Raad van Commissarissen van Vitrite. In 1964 werden alle aandelen van N.V. De Vitrite omgewisseld voor aandelen Philips. Als onderdeel van Philips Lighting was er in 2013 de overname door Lumileds (een in 1999 gevestigde joint venture tussen Philips Lighting en Agilent Technologies, voor de productie van LED verlichting). Vanaf 1991 werden delen van de productie uit Middelburg overgebracht naar de Poolse lampenfabriek Polam te Pila (86% Philips). Ooit was Vitrite 's werelds grootste fabriek voor lampvoeten met een personeelsbestand van ca. 850. In 2001 werkten nog 350 medewerkers, begin 2005 226, in 2020 nog 150. Vanaf 2008 worden er in de Middelburgse fabriek (licht)componenten uit metaal/kunststof gemaakt voor automobielen. Er is sprake van een hoge mate van mechanisatie en automatisering middels o.a. veel robots. Terwijl de meeste van oorsprong Philips maakfabrieken in Nederland verdwenen zijn, is deze in Middelburg nog steeds aanwezig.
- Terneuzen: De fabriek startte in 1961 en vervaardigde flitslampen, later glimlichten voor spaarlampen en spaarlampen. In de topjaren werkten er meer dan 1000 mensen. In 1972 werd een fabriek voor starters voor tl-buizen opgestart. In 2000 vond een overplaatsing van de spaarlampproductie naar Piła plaats, waardoor 280 van de 500 banen verloren gingen. In 2014 werd bekend dat de Philipsfabriek najaar 2016 gaat sluiten, waarbij 80 arbeidsplaatsen verloren gaan. Als reden werd aangegeven dat de vraag naar starters afnam vanwege de overstap op LED verlichting, hierdoor de productiekosten van de starters te hoog werden, en de machines verplaatst zouden worden naar Piła in Polen.

### Noord-Holland
- Petten: Philips-Duphar, Productie van isotopen
- Alkmaar: Oorspronkelijk de Nederlandse Machinefabriek 'Alkmaar', in 1960 overgenomen door Philips. 320 werknemers in 1975. Was een dochter van de Spoorweg Sein Industrie. Tot 1970 onderdeel van Philips Telecommunicatie Industrie (PTI), daarna Philips Machinefabriek, in 1991 verzelfstandigd onder de naam NMA
- Amsterdam: Huidig hoofdkantoor
- Amsterdam: Asschergebouw Tolstraat, Technische Service en Personeelwinkel, jaren zestig en zeventig
- Amsterdam: IJ Toren, Philips Design en Consumer Lifestyle
- Amsterdam: Philips-Duphar, aan Ankerweg, produceerde bestrijdingsmiddelen en ontbladeringsmiddelen sinds 1955. Bij een ongeval in 1963 kwamen veel dioxines vrij en vielen dodelijke slachtoffers. In 1980 overgenomen door Solvay
- 's-Graveland: Agrobiologisch laboratorium van Philips-Duphar op landgoed Boekesteyn. Aangekocht door Philips omstreeks 1950, sedert 1992 in bezit van Natuurmonumenten.
- Hilversum: Larenseweg, Hoofdkantoor Telecommunicatiesystemen, bedrijfs- en huistelefonie. Overgegaan naar AT&T, inmiddels Alcatel Lucent. Vestiging gesloten, gebouwen gedeeltelijk gesloopt.
- Hilversum: Meteorenstraat/Jan van der Heydenstraat, Fabricage voorbereiding/HR Telecommunicatiesystemen, bedrijfs- en huistelefonie. Vestiging gesloten en grotendeels gesloopt.
- Hilversum: Anton Philipsweg, Dr. A.F. Philips school, Commercie Telecommunicatiesystemen, bedrijfs- en huistelefonie. Nu huis- en bedrijfstelefonie en onderdeel van NEC.
- Hoorn: productie telecommunicatiesystemen, bedrijfs- en huistelefonie. Begonnen in 1961, 542 werknemers in 1975. Inmiddels gesloten.
- Huizen: Telecommunicatie, onder meer Philips Omroep Holland Indië. Opgericht in 1953, in 1975 werkten er 900 mensen. Inmiddels gesloten.
- Weesp: Philips-Duphar, gestart in 1930 met de productie van vitamine D en later ook andere farmaceutische producten, sinds 1980 onderdeel van Solvay. Opgericht op basis van een uitvinding uit 1927, in samenwerking met Van Houten Chocoladefabrieken onder de naam Philips-van Houten. In 1975 werkten er bijna 1000 mensen.

### Zuid-Holland
- Dordrecht: Philips/Johan de Witt, tegenwoordig verzelfstandigd tot Mechatronics B.V. Oorspronkelijk: Dordtsche Metaalindustrie Johan de Witt, onderdeel van Hoofdindustriegroep RGT. Onderdeel van Philips sedert 1939. In 1975 werkten er meer dan 1000 mensen.
- Gorinchem: Philips/Johan de Witt, gestart in 1961 en een dochter van het Dordtse bedrijf. Er werkten in 1975 ongeveer 350 mensen. Gesloten 1984.
- 's-Gravenhage: De fabriek van Van der Heem aan de Maanweg, die Erresradio's fabriceerde maar ook Solex bromfietsen, werd in 1966 door Philips overgenomen, maar is later gesloten. Hier werden ook militaire producten gemaakt, zoals sonar- en radarinstallaties, onder de naam Van der Heem Electronics. In 1972 werd dit onderdeel ingebracht in de hoofdindustriegroep TDS. In 1975 werd dit bedrijf overgeplaatst naar Hilversum. Later was Philips Telecommunicatie en Informatie Systemen (PTIS) hier gevestigd tot 1991.
- 's-Gravenhage: Philips Telecommunicatie Industrie, aan de Televisiestraat met omstreeks 2350 werknemers in 1975.
- Leiden: Smit Röntgen NV, overgenomen in 1962. Productie in 1968 overgeheveld naar Philips Medical Systems te Best. Tevens overname van Tewea-antennesystemen en versterkers (onder meer Cascade) onder de naam Philips EDS (Elekronische Distributie Systemen). Hier werkten ooit 177 mensen. In 1972 werd fabriek gesloten en productie verplaatst naar Philips Breda en Philips RT Suresnes, France.
- Rijswijk: Computers (Philips-Electrologica), overgenomen in 1968, productie stopgezet en overgeheveld naar Apeldoorn. De Rijswijkse vestiging werd gesloten in 1981.
- Rijswijk: Philips-USFA, aan de Kleiweg, optische instrumenten voor militair gebruik, er werkten 36 mensen in 1975.

### Utrecht
- Amersfoort: Vroeger stond aan de Sluisstraat de EHMA, waar in 1975 bijna 200 mensen werkten, onderdeel van PTI te Hilversum. Ook aan de Neonweg verrees een complex van PTI, waar later cd's werden gekopieerd voor Phonogram.
- Amersfoort: Het hoofdkantoor van de divisie Domestic Appliance en Personal Care (DAP) (kleine huishoudelijke apparaten) verhuisde in 2002 vanuit Groningen naar de Stationsstraat in Amersfoort, maar vertrok einde 2006 alweer naar Amsterdam. Er werkten 300 mensen.
- Baarn: Philips' Phonografische Industrie (PPI) (Suiker maakt de koffie zoet, muziek verzoet het leven), gestart in 1950. Hier werden grammofoonplaten gemaakt. 475 werknemers in 1975. Zie ook: Philips Records.
- Nieuwegein: Proeffabriek, 68 werknemers in 1975
- Utrecht: Philips Lasstavenfabriek van Hoofdindustriegroep PIT. In 1975 werkten er 240 mensen.
- Utrecht: Philips Servicentrum, Hooftgraaflandstraat. Reparatie van bruingoed. Inmiddels is deze locatie al vele jaren gesloten.
- Veenendaal: Van Schuppen Chemie, vanaf 1969 Philips-Duphar. Cholesterolfabriek, in 1980 overgenomen door Solvay.
- Zeist: Philips Forecare. December 2017 overgenomen door Philips.

## België
- Brugge: opgericht 1957 en ooit de grootste televisiefabriek ter wereld. Geëvolueerd van centrum voor massaproductie naar innovatiecentrum en hightechcouveuse voor televisieontwikkeling en -productie (platte televisieschermen, zoals lcd- en plasmaschermen, en Ambilighttelevisietoestellen). In de jaren 1970 werkten hier ruim 2200 mensen, in 2009 nog 475. Op 18 juni 2009 werd aangekondigd dat de productie van platte televisies naar Hongarije zou worden verplaatst, hetgeen 191 ontslagen kostte. Het overgebleven innovatiecentrum Philips Brugge werd in 2011 TP Vision Brugge, een joint venture tussen Philips en het Chinese-Taiwanese TPV Technology Limited. In 2012 sloot ook deze afdeling, wat het einde betekende van Philips in Brugge.
- Brussel: hoofdkantoor; vroeger had Philips hier ook laboratoria en stonden hier fabrieken
- Dendermonde: luidsprekers; bestaat niet meer onder de naam Philips
- Evere: het vroegere MBLE; weerstanden, PTC, NTC; werd verkocht aan Vishay BC components.
- Hasselt: opgericht in 1954; consumentenelektronica, later optische lees- en schrijfsystemen, gesloten in 2002. In 1970 werkten er ruim 5000 personen. Zie ook: Philips in Hasselt.
- Kontich: oude Massive fabriek (armaturen). Gesloten in 2016.
- Leuven: opgericht voor de Tweede Wereldoorlog en de oudste Philipsvestiging in België: afstandsbedieningen, mobiele infotainment producten en draagbare display producten voor internettoepassingen. Zie ook: Philipssite.
- Lommel: Opgericht begin jaren zestig van de 20e eeuw, fabriek voor kunststof onderdelen en glas producten, later onder de naam EMGO NV(JV Philips-Osram); levert glasproducten voor de verlichtingsindustrie. Deze fabriek is gesloten in 2013.
- Louvain-la-Neuve: cyclotrons
- Roeselare: condensatoren; werd verkocht aan Vishay BC components en is in 2008 gesloten.
- Tessenderlo: autoradio. gesloten in 1981. Ook batterijen in een JV met Panasonic.
- Turnhout: gestart in 1955 als fabriek voor transformatoren door Volt. Na 1977 geheel in handen van de Hoofdindustriegroep Licht, later Philips Lighting, vervolgens Signify. Verlichtingstechnologie, met name op het terrein van hogedruk-gasontladingslampen. Anno 2020 is de vestiging sterk ingekrompen en worden lampen vervaardigd voor toepassingen waarvoor nog geen LED-alternatief bestaat, zoals beamerlampen. Daarnaast worden lampen vervaardigd voor de krimpende vervangingsmarkt.

## Duitsland
- Philips Aken was de belangrijkste Duitse vestiging, die in 1934 startte als gloeilampenfabriek. In 1948 werd een glasfabriek gebouwd. Ook was er, later in samenwerking met LG, een beeldbuizenfabriek. Deze fabriek is in 2004 gesloten, waarna de glasfabriek in 2006 ook werd gesloten. Hamburg werd daardoor de grootste vestiging in Duitsland. Aken is nog steeds het wereldproductiecentrum voor autolampen. In de jaren negentig van de 20e eeuw werd de Xenonlamp ontwikkeld. Voorts bevindt zich te Aken een groot ontwikkelingslaboratorium, nu[(sinds) wanneer?] gesloten. In het verleden[(sinds) wanneer?]  werden te Aken ook radio's geproduceerd.
- Philips Siegen OT Eiserfeld in 1965, productiebedrijf van Philips Electrologica
- Philips Hamburg is de tweede grote Duitse Philipsvestiging. Hier bevindt zich het hoofdkantoor voor Duitsland. Verder worden er röntgenbuizen en halfgeleiders geproduceerd.
- Philips Wetzlar was productiefabriek voor autoradios met ooit 1200 werknemers. Verkocht aan Blaupunkt in de jaren 1990.
- Philps Krefeld was een fabriek waarin kleuren-tv's en videorecorders werden geproduceerd. Krefeld was ook een centrum voor dikke-filmtechnologie (hybride  geïntegreerde schakelingen).
- Philips Langenhagen, bij Hannover, waar het Philipsonderdeel Polygram in 1982 de eerste Compact disc fabriceerde. Polygram fuseerde in 1998 met Universal Music tot Universal Music Group, die ook deze beroemde fabriek in handen krijgt.

## Frankrijk
- Philips Frankrijk heeft onder meer een televisiefabriek te Dreux. In 2009 werd de sluiting ervan bekendgemaakt. Er bestaan tevens verschillende lampenfabrieken, onder meer in Chartres en Pont-à-Mousson.

## Oostenrijk
- Philips Oostenrijk. In Oostenrijk werken 2600 Philips-medewerkers. Vestigingen zijn er in Wenen (VIW en EFW), in Klagenfurt en in de omgeving van Graz. Vanouds werden er bandrecorders en videorecorders gemaakt. Tegenwoordig ontwikkelt en fabriceert men dvd-apparatuur, spraakherkenningssystemen, beamers, audiosystemen, luidsprekers en identificatiesystemen.

## Polen
- Philips Polen. Hier is de fabriek te Piła, van Philips Lighting (sinds 2018 Signify), waar onder meer spaarlampen worden gemaakt. Er zijn daarnaast vestigingen in diverse andere plaatsen in Polen.

## Hongarije
- Philips Hongarije. Fabriek in Szekesfehervar, lcd tv's, dvd-spelers, bruingoed.

## Verenigd Koninkrijk
- Philips Engeland, Malmesbury. Onderdeel Philips' Telecommunicatie Industrie. Overgegaan naar AT&T. Vestiging gesloten en verplaatst naar Swindon. Inmiddels onderdeel van Alcatel-Lucent. Delen verplaatst naar  Mullard Southampton (Philips Semiconductors) sterk gereduceerd en met Hazel Grove Philips Semiconductors verkocht als onderdeel van NXP, Redhill Philips Research Labs voorheen Mullard Research Labs nu plat, Croyden beeldbuisfabriek gesloten rond 1985, Crawley Philips Medical Systems, Washington Witgoed, en een grote halfgeleiderfabriek in Blackburn. Met de overname van de Pye-groep in 1976, verkreeg Philips een aantal additionele vestigingsplaatsen.
- Philips Schotland,Hamilton, Dunfermline Philips Lighting

## Griekenland
- Philips Griekenland had een lampenfabriek in Piraeus, een audio-fabriek in Kryoneri en een fabriek voor telefooncentrales.

## Buiten Europa
Buiten Europa heeft/had Philips fabrieken in de landen Argentinië, Brazilië, China, de Filipijnen, Hongkong, India, Indonesië, Israël, Mexico, Singapore, Taiwan, Thailand, de Verenigde Staten, Zuid-Afrika, Nigeria en Zuid-Korea.